# Quận McPherson, Kansas
Quận McPherson là một quận thuộc tiểu bang Kansas, Hoa Kỳ. Theo điều tra dân số năm 2000 của Cục điều tra dân số Hoa Kỳ, quận có dân số 29.554 người. Quận lỵ và là thành phố lớn nhất quận này là McPherson. Quận được đặt tên theo General James B. McPherson.
Sau khi có tu chính án hiến pháp Kansas năm 1986, quận này vẫn cấm rượu cho đến năm 1996 khi lệnh cấm được bãi bỏ
.

## Thông tin nhân khẩu

Tháp độ tuổi

## Địa lý

### Các quận giáp ranh
- Quận Saline (bắc)
- Quận Dickinson (đông bắc)
- Quận Marion (đông)
- Quận Harvey (đông nam)
- Quận Reno (tây nam)
- Quận Rice (tây)
- Quận Ellsworth (tây bắc)